# Pyu to Fuku! Jaguar
Pyu to Fuku! Jaguar (ピューと吹く! ジャガー, Pyū to Fuku! Jagā) é uma série de mangá escrita e ilustrada por Kyosuke Usuta que foi publicada originalmente pela Weekly Shōnen Jump entre 2000 e 2010, com 435 capítulos. A Shueisha depois compilou os capítulos em vinte tankōbon, sendo o primeiro lançado dia 4 de setembro de 2001 e seu último dia 3 de dezembro de 2010. Embora seja sobre aspirantes a músicos, uma série de Drama CDs e Video games foram lançados, bem como dois OVAs feito em animação flash. Um filme live-action, estrelando Jun Kaname como Jaguar, foi lançado em 12 de janeiro de 2008. O DVD foi lançado em 23 de junho de 2008.

## Enredo
A história começa com Kiyohiko Saketome tentando participar da audição de uma banda. Em seu caminho ele vê um homem estranho chamado Jaguar carregando uma grande mala, mas o que ele carrega é apenas uma flauta de pequeno porte. Kiyohiko tenta não se distrair com ele, mas não consegue, porque quando Jaguar toca sua flauta, sai um som de guitarra pelo qual ele fica apaixonado. Ele tenta mais e mais companhias discográficas, mas toda vez ele encontra Jaguar e de alguma forma faz com ele perca sua audição. Finalmente, Kiyohiko é aceito por uma gravadora só para descobrir que seu novo colega de quarto é Jaguar. Jaguar se torna um professor e dá aula de flauta em sua escola de música, e Kiyohiko acaba nessa classe em vez da classe de guitarra que ele queria.

## Personagens
Jaguar Junichi
Jaguar Junichi (ジャガージュン市, Jagā Jun'ichi) é um homem estranho que gosta de tocar flauta. Ele e Kiyohiko são companheiros de quarto nos dormitórios Gari, onde funciona uma classe para flautistas. Ele é um gênio musical, capaz de tocar qualquer instrumento com habilidade impressionante. Suas performances podem evocar imagens vivas na mente das pessoas. Jaguar pode até mesmo fazer o som de sua flauta parece com o de uma guitarra, se ele quiser.
Jaguar parece não ter propósito na vida, mas para ensinar sua classe de flautistas sim, apesar de suas aulas serem tão preguiçosas que é o mesmo que não trabalhar. No entanto, ele é estranhamente transcendente e nada parece realmente incomodá-lo. Ele sempre vence suas batalhas, e sempre consegue convencer as pessoas a enxergar do seu jeito. Ele contrasta Hammer, que tem o mesmo estilo de vida preguiçoso, mas é sempre o perdedor.
Mais tarde, é revelado que Jaguar é um dos vários experimentos de uma lavagem cerebral para criar uma banda tão surpreendente que poderia abalar o mundo, e trazer a paz no mundo usando o poder da música. O laboratório onde este experimento ocorreu foi chamado de Hotel Riverside Laboratory, também conhecido como "Softcream". O "pai" de Jaguar, um dos cientistas do laboratório, opôs-se à lavagem cerebral e libertou todas as crianças.
Kiyohiko Saketome
Kiyohiko Saketome (酒留清彦, Saketome Kiyohiko) também conhecido como Piyohiko (ピヨ彦, Piyohiko) é um homem normal que sonha em ser um grande guitarrista. Mesmo ele pensando que flautas são defeituosas, ele está na classe de flauta (principalmente por causa do Jaguar) e, ironicamente, sua família é proprietária de uma loja de flauta (e seu pai é tão estranho como Jaguar). Piyohiko é o narrador da história e é muito semelhante, senão idêntico, ao Fu-min de Sexy Commando Gaiden: Sugoiyo! Masaru-san.
Hiromitsu Hamawatari
Hiromitsu Hamawatari (浜渡浩満, Hamawatari Hiromitsu) mais conhecido como Hammer (ハマー, Hamā) é um ninja hip hop que vive no sótão acima do quarto de Jaguar e de Piyohiko. Ele quer mais do que qualquer coisa ser legal e popular, mas age de uma maneira que sempre ele termina em fracasso e humilhação. Ele é conhecido por terminar suas frases com "Yo", por acrescentar -dono ao nome de pessoas, e referindo-se a si mesmo em primeira pessoa como Sessha (拙 者 uma palavra arcaica para "eu"). Apesar disso, ele se recusa a admitir que ele é um ninja, porque seria ruim para sua imagem na moda.
Takana Shirakawa
Takana Shirakawa (白川高菜, Shirakawa Takana) é uma estudante do sexo feminino que já pertenceu ao clube Idol antes de ingressar no clube de flauta. Ela também é um ídolo da internet Chim Li (チムリー) e é altamente auto-consciente. Quando os outros falam dela, ela abusa ou bate neles, porque ela é muito tímida.
Wataru Hogi
Wataru Hogi (保木渡流, Hogi Wataru) mais conhecido por Porgy (ポギー, Pogī) é o baixista e compositor da famosa banda July (ジュライ, Jurai). Muito bonito e pretensioso, ele gosta de mostrar suas habilidades de poesia para suas fãs. Depois de encontrar Jaguar, ele nunca foi o mesmo novamente. Jaguar destrói a confiança de Porgy em suas poesias,primeiro derrotando-o em um concurso de poesia, em seguida, dizendo-lhe que seus poemas não são nada além de lindas mentiras. Porgy torna-se incapaz de escrever e é expulso da banda, acabou gastando sua vida perseguindo Jaguar e desafiando-o a concursos de poesia como seu alter-ego {{nionho|Wrestler Mask (レスラー 仮面Resurā Kamen). Ele também está tentando voltar para sua banda, mas já foi substituído por um novo baixista.
Billy
Billy (ビリー, Birī) é um homem que se parece com um típico delinquente. Ele é agressivo com Jaguar e seus amigos, mas é realmente um cara de coração mole que é solitário e sem amigos. Ele é o guardião de  Hamidento e tenta ser um bom pai, mas não perceber que Hamii não gosta dele. Como Hammer, ele se esforça para chamar a atenção, mas falha miseravelmente.
Hamidento
Hamidento (ハミデント, Hamidento) ou Hamii (ハミー, Hamī) é um robô bonitinho que está sob os cuidados de Billy. Ele não reconhece Billy como um pai, ele finge ser bonito e adorável perto dele, enquanto é exatamente o contrário quando ele sai. Ele fuma e às vezes age como um delinqüente, e tem todos que ele conhece são classificados por ordem de respeito. Jaguar inexplicavelmente está no topo da lista, e Hammer na parte inferior. Ele também tem um poder de luta fantástico.
Chichijirou Saketome
Chichijirou Saketome (酒留父次郎, Saketome Chichijirō) é o pai de Piyohiko , e um fabricante de flautas estranhas e raras. É amigo próximo de Jaguar, devido ao seu interesse por flautas e o desejo de fazer com que Piyohiko aprenda a tocar flauta. Piyohiko não gostar de flautas é provavelmente culpa de seu pai, que espera que ele um dia assuma o seu negócio. Chichijirou é tão sem criatividade na concepção de flautas que, para ele, cada uma das ideias de Piyohiko parecem muito melhor do que são.
Michael
Michael (間池留, Maikeru) é um misterioso homem caucasiano que Jaguar trata como seu pai. Seu nome é escrito Ma-ike-ru, com caracteres japoneses para "entre", "lagoa" e "pare". Ele às vezes fica transparente, e há muitas sugestões não tão sutis de que ele é um fantasma. Jaguar acredita que seu "pai" é japonês, e certamente não um fantasma.

## Mídias

### Mangá
O mangá Pyu to Fuku! Jaguar foi escrito e ilustrado por Kyosuke Usuta e foi originalmente publicado na revista Weekly Shōnen Jump entre 2000 e 2010. Os 435 capítulos resultantes foram compilados em vinte tankōbon que foram publicados pela Shueisha entre 4 de setembro de 2001 e 3 de dezembro de 2010. Em fevereiro de 2011, um volume único do mangá foi publicado como parte da série Shueisha Jump Remix.

### Jogos eletrônicos
Dois video games baseados em Pyu to Fuku! Jaguar foram lançados pela Konami. O primeiro jogo, Pyu to Fuku! Jaguar: Ashita no Jump (ピューと吹く!ジャガー 明日のジャンプ, Pyū to Fuku! Jagā Ashita no Janpu), lançado em 18 de março de 2004 para Play Station 2. Pyu to Fuku! Jaguar: Byo to Daru! Megane-kun (ピューと吹く!ジャガー ビョーと出る!メガネくん, Pyū to Fuku! Jagā Byō to Deru! Megane-kun) é um RPG para o Game Boy Advance e foi lançado em 29 de abril do mesmo ano. Alguns personagens da série apareceram no jogo para Nintendo DS, Jump Super Stars, e em sua seqüência Jump Ultimate Stars, sendo Jaguar um personagem jogável em ambos os jogos.

## Recepção
Quando era publicado Pyu to Fuku! Jaguar esteve diversas vezes entre os dez mais vendidos da semana. O mangá começou bem suas vendas e depois de oito volumes já havia vendido mais de quatro milhões de cópias. Ao chegar no 11º volume o mangá havia vendido aproximadamente mais de cinco milhões de cópias e ao alcançar ao volume catorze registrava aproximadamente sete milhões de cópias vendidas. Em 2008, em uma pesquisa de opinião organizada pela Oricon, Pyu to Fuku! Jaguar foi eleito como o nono anime mais engraçado.